# رودخانه نابای
رودخانهٔ نابای با گویش محلی تهروی؛ نام یکی از رودخانه‌های شهرستان کوهسرخ است و از میان شهر ریوش (مرکز شهرستان) می‌گذرد و بعد گذر از باغ‌ها و زمین‌های کشاورزی روستاهای این شهرستان، وارد رودخانهٔ شش‌طراز و سد شهید مدرس می‌شود.